# E3 Saxo Classic 2024
La E3 Saxo Classic 2024, sessantaseiesima edizione della corsa e valevole come undicesima prova dell'UCI World Tour 2024 categoria 1.UWT, si svolse il 22 marzo 2024 su un percorso di 207,6 km, con partenza e arrivo da Harelbeke, in Belgio. La vittoria fu appannaggio dell'olandese Mathieu van der Poel, il quale completò il percorso in 4h39'28", alla media di 44,571 km/h, precedendo i belgi Jasper Stuyven e Wout Van Aert.

## Squadre e corridori partecipanti
| N.      | Cod. | Squadra                    |
| ------- | ---- | -------------------------- |
| 1-7     | TVL  | Team Visma-Lease a Bike    |
| 11-17   | ADC  | Alpecin-Deceuninck         |
| 21-27   | IWA  | Intermarché-Wanty          |
| 31-37   | SOQ  | Soudal Quick-Step          |
| 41-47   | ARK  | Arkéa-B&B Hotels           |
| 51-57   | AST  | Astana Qazaqstan Team      |
| 61-67   | TBV  | Bahrain Victorious         |
| 71-77   | BOH  | Bora-Hansgrohe             |
| 81-87   | COF  | Cofidis                    |
| 91-97   | DAT  | Decathlon AG2R La Mondiale |
| 101-107 | EFE  | EF Education-EasyPost      |
| 111-117 | GFC  | Groupama-FDJ               |
| 121-127 | IGD  | Ineos Grenadiers           |

| N.      | Cod. | Squadra                |
| ------- | ---- | ---------------------- |
| 131-137 | LTK  | Lidl-Trek              |
| 141-147 | MOV  | Movistar Team          |
| 151-157 | DFP  | DSM-Firmenich PostNL   |
| 161-167 | JAY  | Team Jayco AlUla       |
| 171-177 | UAD  | UAE Team Emirates      |
| 181-187 | LTD  | Lotto Dstny            |
| 191-197 | IPT  | Israel-Premier Tech    |
| 201-207 | Q36  | Q36.5 Pro Cycling Team |
| 211-217 | TUD  | Tudor Pro Cycling Team |
| 221-227 | UXM  | Uno-X Mobility         |
| 231-237 | TFB  | Team Flanders-Baloise  |
| 241-247 | BWB  | Bingoal WB             |

## Ordine d'arrivo (Top 10)
| Pos. | Corridore            | Squadra | Tempo    |
| ---- | -------------------- | ------- | -------- |
| 1    | Mathieu van der Poel | Alpecin | 4h39'28" |
| 2    | Jasper Stuyven       | Lidl    | a 1'31   |
| 3    | Wout Van Aert        | Visma   | a 1'34"  |
| 4    | Tim Wellens          | UAE     | a 1'48"  |
| 5    | Matteo Jorgenson     | Visma   | a 1'50"  |
| 6    | Jhonatan Narváez     | Ineos   | a 1'52"  |
| 7    | Nils Politt          | UAE     | a 2'48"  |
| 8    | Toms Skujiņš         | Lidl    | s.t.     |
| 9    | Vincenzo Albanese    | Arkèa   | s.t.     |
| 10   | Alex Kirsch          | Lidl    | s.t.     |